# Stephan Petersen
Stephan Petersen (født 15. november 1985) er en dansk fodboldspiller på midtbanen, der i øjeblikket spiller for HB Køge. Stephan Petersen kan dække begge kanter på midtbanen samt angrebet.

## Karriere

### FC Nordsjælland
Som 19 årig blev Petersen i sommeren 2005 hentet fra Køge BK til Superligaklubben FC Nordsjælland. Han debuterede kort efter den 20. juli 2005 mod SønderjyskE. Allerede efter et halvt år i FC Nordsjælland fik Petersen forlænget kontrakten med klubben frem til udgangen af 2009.

### AGF
Stephan Petersen blev hentet til AGF fra FC Nordsjælland på en fri transfer i januar 2010. I december 2012 forlængede Petersen aftalen med AGF, så den nu løb frem til sommeren 2015.
 Kontrakten blev efterfølgende forlænget tidligt i 2015 frem til sommeren 2016. Efter trænerskiftet i vinteren 2015/16 var det usikkert, om Petersen ville fortsætte i AGF, men parterne blev sidst på foråret enige om en forlængelse frem til sommeren 2017.

### Silkeborg IF
Fra sommeren 2017 skiftede Stephan Petersen til Silkeborg IF
på en to årig kontrakt.